# Campionato asiatico per club 2022 (maschile)
Il campionato asiatico per club 2022, 22ª edizione del campionato asiatico per club di pallavolo maschile, si è svolto dal 14 al 20 maggio 2022 a Teheran, in Iran: al torneo hanno partecipato otto squadre di club asiatiche e oceaniane e la vittoria finale è andata per l'ottava volta al Paykan.

## Impianti
|                                                                                    |  |  |
|                                                                                    |  |  |
| Palazzetto dello Sport Azadi Città: Teheran Capienza: 12 000 Anno d'apertura: 1974 |  |  |

## Regolamento

### Formula
La formula ha previsto:
- Fase a gironi, disputata con girone all'italiana: tutte le squadre hanno acceduto per la fase finale per il primo posto.
- Fase finale, disputata con:
  - Fase finale per il primo posto, disputata con quarti di finale, semifinali, finale per il terzo posto e finale, giocate con gara unica. Le quattro sconfitte ai quarti di finale hanno acceduto alla fase finale per il quinto posto.
  - Fase finale per il quinto posto, disputata con semifinali, finale per il settimo posto e finale per in quinto posto, giocate con gara unica.

### Criteri di classifica
Se il risultato finale è stato di 3-0 o 3-1 sono stati assegnati 3 punti alla squadra vincente e 0 a quella sconfitta, se il risultato finale è stato di 3-2 sono stati assegnati 2 punti alla squadra vincente e 1 a quella sconfitta.
L'ordine del posizionamento in classifica è stato definito in base a:
- Punti;
- Numero di partite vinte;
- Ratio dei set vinti/persi;
- Ratio dei punti realizzati/subiti.

## Squadre partecipanti
| Squadra           | Qualificazione                             |
| ----------------- | ------------------------------------------ |
| Suntory Sunbirds  | Vincitrice V.League Division 1 2020-21     |
| Paykan            | Vincitrice Super League 2021-22            |
| Shahdab Yazd      | 2ª in Super League 2021-22                 |
| Erbil             | Wild card                                  |
| South Gas         | Wild card                                  |
| Taraz             | Wild card                                  |
| Al-Rayyan         | Vincitrice Qatar Volleyball League 2021-22 |
| Nakhon Ratchasima | Vincitrice 2020-21                         |

## Torneo

### Fase a gironi
| Girone A          | Girone B     |
| ----------------- | ------------ |
| Suntory Sunbirds  | Shahdab Yazd |
| Paykan            | Erbil        |
| South Gas         | Taraz        |
| Nakhon Ratchasima | Al-Rayyan    |

#### Girone A

##### Risultati
| 14 maggio 2022 Palazzetto dello Sport Azadi, Teheran Durata: 1h:39 - Spettatori: ?    | Suntory Sunbirds  | 3 - 0 | Nakhon Ratchasima | 25-19, 25-21, 25-16        |
| 14 maggio 2022 Palazzetto dello Sport Azadi, Teheran Durata: 1h:19 - Spettatori: 2000 | Paykan            | 3 - 0 | South Gas         | 25-14, 25-17, 25-14        |
| 15 maggio 2022 Palazzetto dello Sport Azadi, Teheran Durata: 2h:19 - Spettatori: ?    | Nakhon Ratchasima | 3 - 1 | South Gas         | 22-25, 25-17, 25-22, 25-22 |
| 15 maggio 2022 Palazzetto dello Sport Azadi, Teheran Durata: 2h:13 - Spettatori: 2000 | Suntory Sunbirds  | 1 - 3 | Paykan            | 25-22, 19-25, 19-25, 21-25 |
| 16 maggio 2022 Palazzetto dello Sport Azadi, Teheran Durata: 1h:46 - Spettatori: ?    | South Gas         | 0 - 3 | Suntory Sunbirds  | 17-25, 23-25, 21-25        |
| 16 maggio 2022 Palazzetto dello Sport Azadi, Teheran Durata: 2h:05 - Spettatori: ?    | Paykan            | 3 - 1 | Nakhon Ratchasima | 25-23, 23-25, 25-18, 25-13 |

##### Classifica
| Pos. | Squadra           | Pt | G | V | P | SV | SP | Ratio | PF  | PS  | Ratio |
| ---- | ----------------- | -- | - | - | - | -- | -- | ----- | --- | --- | ----- |
| 1.   | Paykan            | 9  | 3 | 3 | 0 | 9  | 2  | 4,500 | 270 | 208 | 1,298 |
| 2.   | Suntory Sunbirds  | 6  | 3 | 2 | 1 | 7  | 3  | 2,333 | 234 | 214 | 1,093 |
| 3.   | Nakhon Ratchasima | 3  | 3 | 1 | 2 | 4  | 7  | 0,571 | 232 | 259 | 0,895 |
| 4.   | South Gas         | 0  | 3 | 0 | 3 | 2  | 9  | 0,111 | 192 | 247 | 0,777 |

      Qualificata ai quarti di finale.

#### Girone B

##### Risultati
| 14 maggio 2022 Palazzetto dello Sport Azadi, Teheran Durata: 2h:35 - Spettatori:?  | Al-Rayyan    | 2 - 3 | Taraz        | 25-23, 15-25, 23-25, 25-21, 10-15 |
| 14 maggio 2022 Palazzetto dello Sport Azadi, Teheran Durata: 1h:30 - Spettatori:?  | Shahdab Yazd | 3 - 0 | Erbil        | 25-16, 25-18, 25-20               |
| 15 maggio 2022 Palazzetto dello Sport Azadi, Teheran Durata: 1h:25 - Spettatori: ? | Taraz        | 3 - 0 | Erbil        | 25-13, 25-20, 25-11               |
| 15 maggio 2022 Palazzetto dello Sport Azadi, Teheran Durata: 1h:34 - Spettatori: ? | Al-Rayyan    | 0 - 3 | Shahdab Yazd | 20-25, 17-25, 14-25               |
| 16 maggio 2022 Palazzetto dello Sport Azadi, Teheran Durata: 2h:14 - Spettatori: ? | Erbil        | 1 - 3 | Al-Rayyan    | 25-21, 14-25, 21-25, 17-25        |
| 16 maggio 2022 Palazzetto dello Sport Azadi, Teheran Durata: 2h:07 - Spettatori: ? | Shahdab Yazd | 3 - 1 | Taraz        | 25-16, 25-21, 22-25, 25-17        |

##### Classifica
| Pos. | Squadra      | Pt | G | V | P | SV | SP | Ratio | PF  | PS  | Ratio |
| ---- | ------------ | -- | - | - | - | -- | -- | ----- | --- | --- | ----- |
| 1.   | Shahdab Yazd | 9  | 3 | 3 | 0 | 9  | 1  | 9,000 | 247 | 184 | 1,342 |
| 2.   | Taraz        | 5  | 3 | 2 | 1 | 7  | 5  | 1,400 | 263 | 239 | 1,100 |
| 3.   | Al-Rayyan    | 4  | 3 | 1 | 2 | 5  | 7  | 0,714 | 245 | 261 | 0,938 |
| 4.   | Erbil        | 0  | 3 | 0 | 3 | 1  | 9  | 0,111 | 175 | 246 | 0,711 |

      Qualificata ai quarti di finale.

### Fase finale

#### Finali 1º e 3º posto
|  | Quarti di finale | Quarti di finale  | Quarti di finale |                  |    | Semifinali       | Semifinali   | Semifinali |    |                 | Finale          | Finale          | Finale |  |
|  |                  |                   |                  |                  |    |                  |              |            |    |                 |                 |                 |        |  |
|  | 1A               | Paykan            | 3                |                  |    |                  |              |            |    |                 |                 |                 |        |  |
|  | 1A               | Paykan            | 3                |                  |    |                  |              |            |    |                 |                 |                 |        |  |
|  | 4B               | Erbil             | 0                |                  |    |                  |              |            |    |                 |                 |                 |        |  |
|  | 4B               | Erbil             | 0                |                  | 1A | Paykan           | 3            |            |    |                 |                 |                 |        |  |
|  |                  |                   |                  |                  | 1A | Paykan           | 3            |            |    |                 |                 |                 |        |  |
|  |                  |                   | 2B               | Taraz            | 1  |                  |              |            |    |                 |                 |                 |        |  |
|  | 2B               | Taraz             | 2B               | Taraz            | 1  | 3                |              |            |    |                 |                 |                 |        |  |
|  | 2B               | Taraz             |                  |                  |    |                  |              |            |    |                 |                 |                 |        |  |
|  | 3A               | Nakhon Ratchasima | 1                |                  |    |                  |              |            |    |                 |                 |                 |        |  |
|  | 3A               | Nakhon Ratchasima | 1                |                  | 1A | Paykan           | 3            |            |    |                 |                 |                 |        |  |
|  |                  |                   |                  |                  |    |                  |              |            |    |                 |                 |                 |        |  |
|  |                  |                   | 2A               | Suntory Sunbirds | 2  |                  |              |            |    |                 |                 |                 |        |  |
|  | 2A               | Suntory Sunbirds  | 2A               | Suntory Sunbirds | 2  | 3                |              |            |    |                 |                 |                 |        |  |
|  | 2A               | Suntory Sunbirds  |                  |                  |    | 3                |              |            |    |                 |                 |                 |        |  |
|  | 3B               | Al-Rayyan         | 0                |                  |    |                  |              |            |    |                 |                 |                 |        |  |
|  | 3B               | Al-Rayyan         | 0                |                  | 2A | Suntory Sunbirds | 3            |            |    | Finale 3º posto | Finale 3º posto | Finale 3º posto |        |  |
|  |                  |                   |                  |                  | 2A | Suntory Sunbirds | 3            |            |    |                 |                 |                 |        |  |
|  |                  |                   | 1B               | Shahdab Yazd     | 1  |                  |              |            |    |                 |                 |                 |        |  |
|  | 1B               | Shahdab Yazd      | 1B               | Shahdab Yazd     | 1  | 3                |              |            | 2B | Taraz           | 0               |                 |        |  |
|  | 1B               | Shahdab Yazd      |                  |                  |    |                  |              |            | 2B | Taraz           | 0               |                 |        |  |
|  | 4A               | South Gas         | 0                |                  |    | 1B               | Shahdab Yazd | 3          |    |                 |                 |                 |        |  |

##### Quarti di finale
| 18 maggio 2022 Palazzetto dello Sport Azadi, Teheran Durata: 1h:21 - Spettatori: 1500 | Paykan           | 3 - 0 | Erbil             | 25-13, 25-19, 25-14        |
| 18 maggio 2022 Palazzetto dello Sport Azadi, Teheran Durata: 1h:39 - Spettatori: 250  | Suntory Sunbirds | 3 - 0 | Al-Rayyan         | 25-20, 25-20, 25-22        |
| 18 maggio 2022 Palazzetto dello Sport Azadi, Teheran Durata: 2h:00 - Spettatori: 100  | Taraz            | 3 - 1 | Nakhon Ratchasima | 25-15, 22-25, 25-17, 25-18 |
| 18 maggio 2022 Palazzetto dello Sport Azadi, Teheran Durata: 1h:32 - Spettatori: ?    | Shahdab Yazd     | 3 - 0 | South Gas         | 25-22, 25-19, 25-18        |

##### Semifinali
| 19 maggio 2022 Palazzetto dello Sport Azadi, Teheran Durata: ? - Spettatori: 1500 | Paykan           | 3 - 1 | Taraz        | 34-36, 25-17, 25-21, 25-17 |
| 19 maggio 2022 Palazzetto dello Sport Azadi, Teheran Durata: ? - Spettatori: 2000 | Suntory Sunbirds | 3 - 1 | Shahdab Yazd | 22-25, 25-22, 25-20, 25-21 |

##### Finale 3º posto
| 20 maggio 2022 Palazzetto dello Sport Azadi, Teheran Durata: 1h:24 - Spettatori: 1500 | Taraz | 0 - 3 | Shahdab Yazd | 20-25, 15-25, 22-25 |

##### Finale
| 20 maggio 2022 Palazzetto dello Sport Azadi, Teheran Durata: 2h:28 - Spettatori: 7500 | Paykan | 3 - 2 | Suntory Sunbirds | 21–25 26–28 25–13 25–20 15–12 |

#### Finali 5º e 7º posto
|  | Semifinali | Semifinali        | Semifinali |           |    | Finale 5º posto   | Finale 5º posto | Finale 5º posto |  |
|  |            |                   |            |           |    |                   |                 |                 |  |
|  | 4B         | Erbil             | 1          |           |    |                   |                 |                 |  |
|  | 4B         | Erbil             | 1          |           |    |                   |                 |                 |  |
|  | 3A         | Nakhon Ratchasima | 3          |           |    |                   |                 |                 |  |
|  | 3A         | Nakhon Ratchasima | 3          |           | 3A | Nakhon Ratchasima | 1               |                 |  |
|  |            |                   |            |           | 3A | Nakhon Ratchasima | 1               |                 |  |
|  |            |                   | 3B         | Al-Rayyan | 3  |                   |                 |                 |  |
|  | 3B         | Al-Rayyan         | 3B         | Al-Rayyan | 3  | 3                 |                 |                 |  |
|  | 3B         | Al-Rayyan         |            |           |    | 3                 |                 |                 |  |
|  | 4A         | South Gas         | 1          |           |    | Finale 7º posto   | Finale 7º posto | Finale 7º posto |  |
|  | 4A         | South Gas         | 1          |           |    |                   |                 |                 |  |
|  |            |                   |            |           |    |                   |                 |                 |  |
|  |            |                   |            |           |    | 4B                | Erbil           | 2               |  |
|  |            |                   |            |           |    | 4B                | Erbil           | 2               |  |
|  |            |                   |            |           |    | 4A                | South Gas       | 3               |  |

##### Semifinali
| 19 maggio 2022 Palazzetto dello Sport Azadi, Teheran Durata: 2h:06 - Spettatori: 100 | Erbil     | 1 - 3 | Nakhon Ratchasima | 17-25, 13-25, 25-22, 18-25 |
| 19 maggio 2022 Palazzetto dello Sport Azadi, Teheran Durata: 2h:17 - Spettatori: 250 | Al-Rayyan | 3 - 1 | South Gas         | 25-17, 22-25, 25-20, 25-20 |

##### Finale 7º posto
| 20 maggio 2022 Palazzetto dello Sport Azadi, Teheran Durata: 2h:32 - Spettatori: 150 | Erbil | 2 - 3 | South Gas | 25-17, 16-25, 22-25, 25-20, 12-15 |

##### Finale 5º posto
| 20 maggio 2022 Palazzetto dello Sport Azadi, Teheran Durata: 2h:00 - Spettatori: 100 | Nakhon Ratchasima | 1 - 3 | Al-Rayyan | 25-23, 16-25, 20-25, 18-25 |

## Classifica finale
| Pos | Squadre           | Qualificazione                    |
| --- | ----------------- | --------------------------------- |
|     | Paykan            | Campionato mondiale per club 2022 |
|     | Suntory Sunbirds  |                                   |
|     | Shahdab Yazd      |                                   |
| 4   | Taraz             |                                   |
| 5   | Al-Rayyan         |                                   |
| 6   | Nakhon Ratchasima |                                   |
| 7   | South Gas         |                                   |
| 8   | Erbil             |                                   |

## Premi individuali
| Premio                | Nome                  | Squadra          |
| --------------------- | --------------------- | ---------------- |
| MVP                   | Saeid Marouf          | Paykan           |
| Miglior palleggiatore | Saeid Marouf          | Paykan           |
| Miglior opposto       | Dmitrij Musėrskij     | Suntory Sunbirds |
| Miglior schiacciatore | Masahiro Yanagida     | Suntory Sunbirds |
| Miglior schiacciatore | Earvin N'Gapeth       | Paykan           |
| Miglior centrale      | Mohammad Mousavi      | Paykan           |
| Miglior centrale      | Nodirkhan Kadirkhanov | Taraz            |
| Miglior libero        | Mohammadreza Moazzen  | Shahdab Yazd     |